# Ото I фон Шайерн
Ото I фон Шайерн (на немски: Otto I, Otto II von Scheyern; * ок. 1020; † пр. 4 декември 1078) е последният известен прародител на фамилията Вителсбахи. Вероятно баща му се казва също Ото, но това не е доказано с документи. Затова се брои и като граф Ото II фон Шайерн. По други източници той е син на граф Хайнрих II от Пегнитц († сл. 1043) от род Швайнфурти и дъщерята на граф Куно I, граф на Алтдорф, или е син на граф Ото I от Пустертал (1002/1004, син на граф Рапото III).
Той управлява от 1039/1047 г. като фогт на Фрайзинг. През 1073 г. e споменат като „comes de Skyrun“ или граф на Шайерн.

## Фамилия
Ото I се жени два пъти.
Първи брак: с жена с неизвестно име, дъщеря на граф Мегинхардт от Райхерсбойерн. Те имат децата:
- Aрнолд I (Aрнулф) († 1123), граф на Дахау
- Ото II († 1120) (евентуално син на Хазига), граф на Шайерн

Втори брак: с Хазига фон Дисен (Хадегунде) (* 1040; † 1 август 1104), вдовица на граф Херман от Кастл († 27 януари 1056), дъщеря на граф Фридрих II фон Дисен († 1075). Те имат децата:
- Бернхард I († 1104)
- Екехардт I († 1091)